# 泓都
泓都（英語：The Merton）是香港島堅尼地城的一個私人屋苑，位於堅彌地城新海旁38號及爹核士街8號，前身為唐樓，由新世界發展和市區重建局合作發展，於2004年11月及2005年5月入伙，建築師為呂元祥建築師事務所。管理公司為富城物業管理有限公司。
泓都臨海旁而建，逾七成單位享有海景，向北可望西九龍沿岸至西博寮海峽之餘，並遠眺大嶼山景致。

## 住宅
屋苑共有3幢大廈，合共提供1182個單位，1、2、3座分別樓高62、58及53層。其中第1座臨海旁而建，逾七成單位可享維多利亞港海景，遠眺西九龍、青衣島、昂船州大橋及大嶼山及。
單位的實用面積介乎313至663平方呎，建築面積由355至887平方呎，樓底高度為8呎7吋至9呎，客飯廳主要以日字廳或長形廳開則，戶戶採用獨立式廚房設計，各配置34至37平方呎合併式露台和工作平台。
單位間隔由一房至三房不等，當中包括：1房2廳、2房2廳、3房2廳、3房2廳（連套房）四種。1座設兩房及三房連套房單位；2座只提供兩房單位；3座則提供最多供應間隔，設有一房、兩房及三房一廁戶型。

## 設施
屋苑設有面積達65,000平方呎雙會所，提供包括25米半露天游泳池、按摩池、日光曬台、桑拿室及蒸氣浴室、健身室、健康舞室、音樂室、戶外及室內兒童玩樂室、瑜伽練習室、閱讀室、乒乓球室、桌球室、卡拉OK室/影視活動室、電腦/電視遊戲室、多功能活動室及燒烤埸等設施。地下佔地2,300平方米公共休憩空間，並設置公廁。
區內民生商店及食肆林立；於爹核士街、士美菲路一帶有多間特色餐廳。而街市、超級市場、郵局及銀行亦一應俱全。

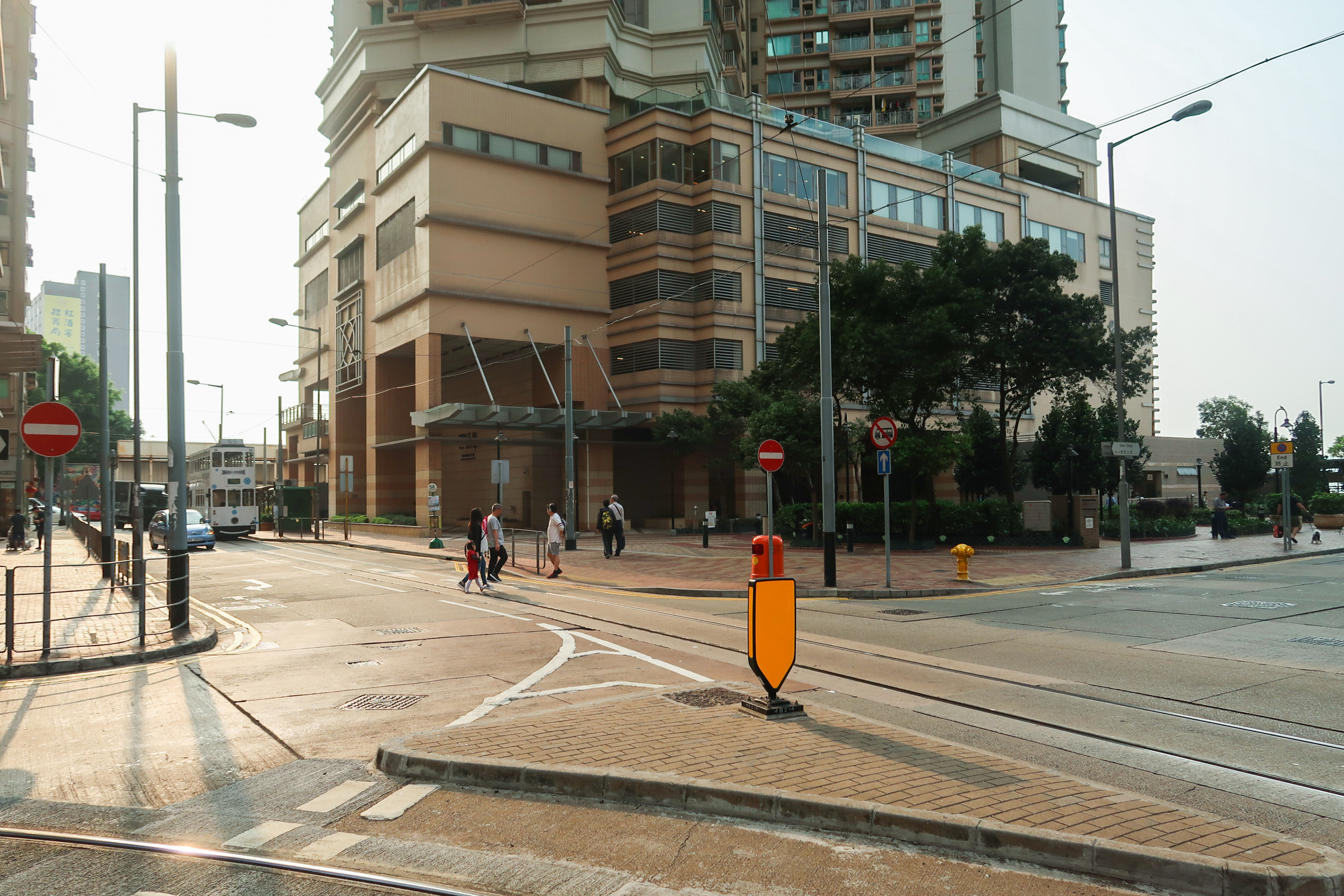
泓都基座
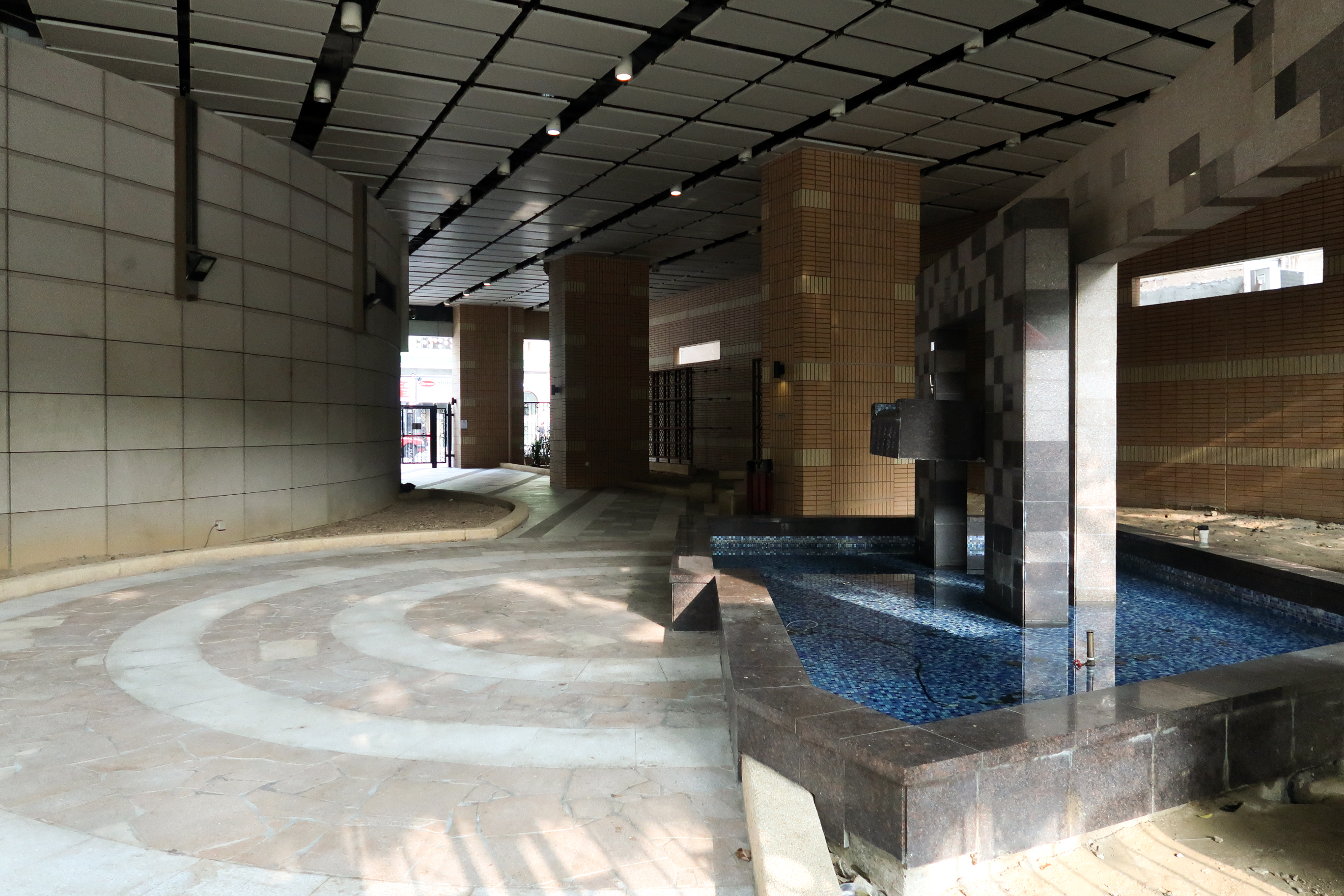
第3座地面花園
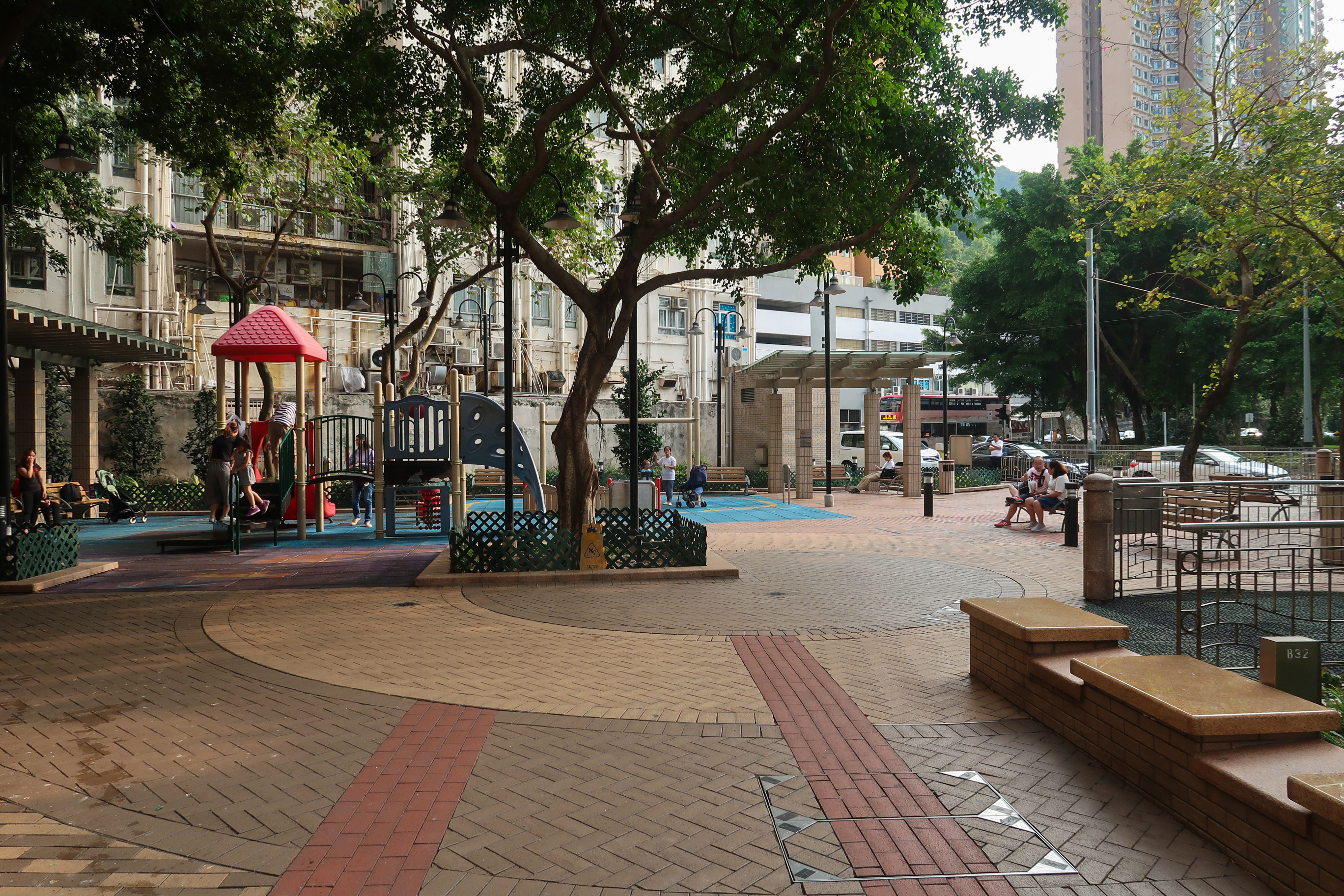
公共休憩空間
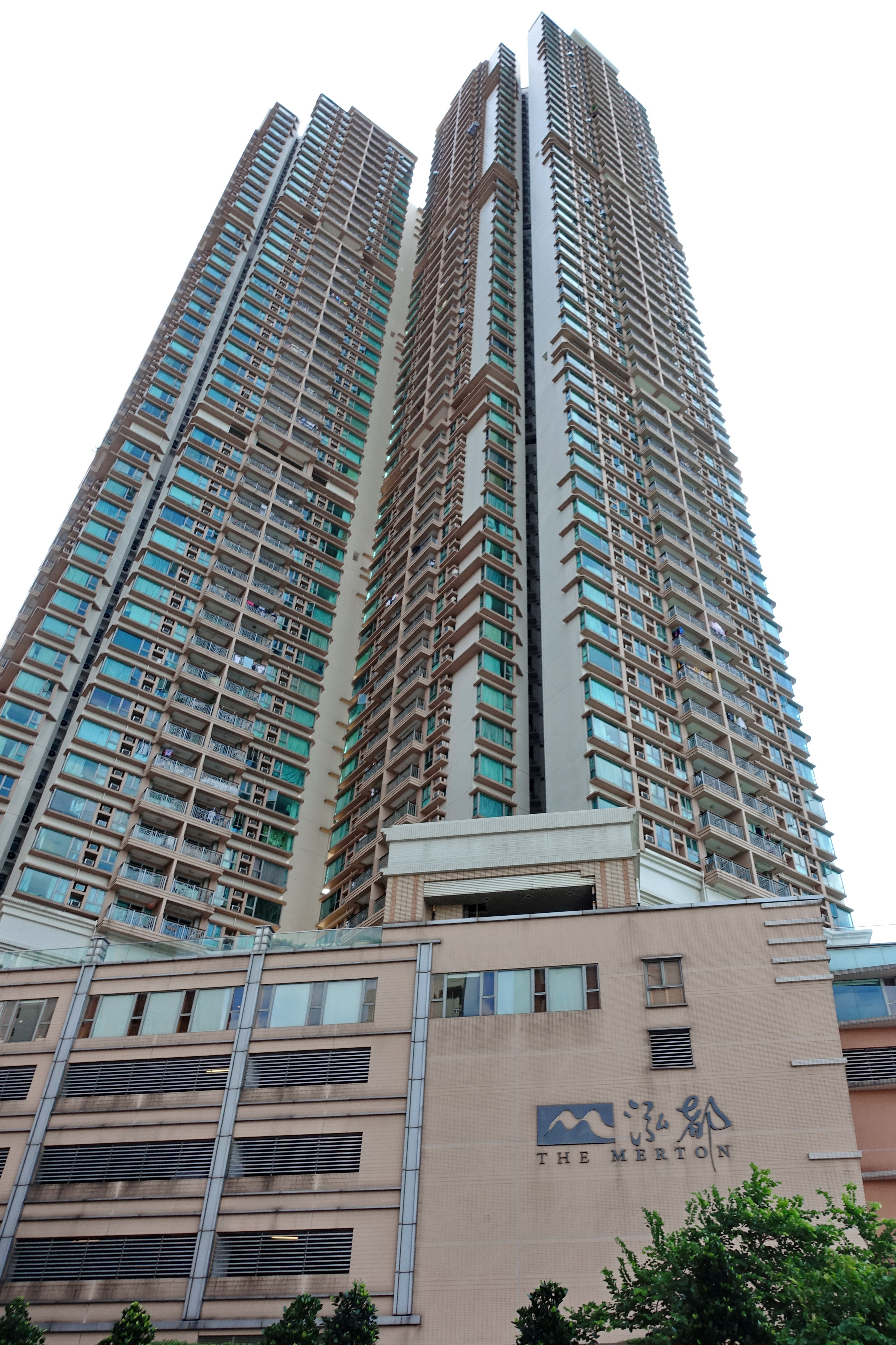
泓都1座（右）和2座（左）

## 居住名人
泓都在2004年開售時，曾經吸引不少城中名人購入，早年入伙後則吸引不少藝人入住。包括歌手傅穎、兄弟組合Soler和前香港小姐葉翠翠。
此外，中聯辦擁有之公司—新民置業有限公司持有第2座48至57樓的D及E室。

## 交通
泓都距離港鐵堅尼地城站約7分鐘步程。而除了在堅尼地城新海旁另設有巴士總站外；於吉席銜及卑路乍街亦有多條巴士及小巴路線，來往港九新界多處地方。

## 相關
- 呂元祥建築師事務所
- 安志杰

## 鄰近
- 加多近街臨時花園
- 爹核士街
- 堅尼地城新海旁
- 高逸華軒
- 加多近山